# Common Public License
Pour les articles homonymes, voir CPL.
La Common Public License (CPL) est une licence Open Source d'IBM. Elle autorise la modification du code source et garantit le respect des brevets logiciels. Pour cette raison, la CPL n'est pas compatible avec la Licence publique générale GNU (GPL).
Cette licence a été choisie pour le projet Microsoft à passer en open source : WiX.